# 饒桂豐
饒桂豐（?—?），贵州威寧人，晚清官员，同進士出身。
咸豐二年（1852年）清文宗登極壬子恩科進士，三甲九名，后事不詳。